# The Djinn
The Djinn é um filme de terror sobrenatural estadunidense de 2021 escrito e dirigido por David Charbonier e Justin Powell. É estrelado por Ezra Dewey, Rob Brownstein e Tevy Poe. Foi lançado nos cinemas e por meio de vídeo sob demanda em 14 de maio de 2021, pela IFC Midnight. O filme recebeu críticas positivas, com elogios ao desempenho de Dewey.

## Elenco
- Ezra Dewey como Dylan Jacobs
- Rob Brownstein como Michael Jacobs
- Tevy Poe como Michelle Jacobs[1]
- John Erickson como The Djinn

## Recepção
O Rotten Tomatoes relata um índice de aprovação de 87% com base em 45 críticas, com uma classificação média de 6,7/10. O consenso crítico do site diz: "Liderado pelo desempenho de Ezra Dewey, The Djinn apresenta uma história de advertência assustadora e eficaz sobre ser cuidadoso com o que deseja".